# نقد أدبي
النقد الأدبي دراسة ونقاش وتقييم وتفسير الأدب. يعتمد النقد الأدبي الحديث غالبا على النظرية الأدبية وهي النقاش الفلسفي لطرق النقد الأدبي وأهدافه، ورغم العلاقة بينهما فإن النقاد الأدبيين ليسوا دوما منظرين.
هو فن تفسير الأعمال الأدبية، وهو محاولة منضبطة يشترك فيها ذوق الناقد وفكره، للكشف عن مواطن الجمال أو القبح في الأعمال الأدبية. والأدب سابق للنقد في الظهور، ولولا وجود الأدب لما كان هناك نقد أدبي لأن قواعده مستقاة ومستنتجة من دراسة الأدب. إن الناقد ينظر في النصوص الأدبية شعرية كانت أو نثرية ثم يأخذ الكشف عن مواطن الجمال والقبح فيها معللاً ما يقوله ومحاولاً أن يثير في نفوسنا شعوراً بأن ما يقوله صحيح وهو أقصى ما يطمح إليه النقد الأدبي، لأنه لن يستطيع أبداً أن يقدم لنا برهاناً علميا يقيناً. ولذا لا يوجد عندنا نقد أدبي صائب وآخر خاطئ وإنما يوجد نقد أدبي أكثر قدرة على تأويل العمل الفني وتفسيره من غيره واختلاف مناهج النقد معناه اختلاف في وجهات النظر. والذوق هو المرجع الأول في الحكم على الأدب والفنون لأنه أقرب الموازين والمقاييس إلى طبيعتها، ولكن الذوق الجدير بالاعتبار هو الذوق المصقول لذوق الناقد الذي يستطيع أن يكبح جماح هواه الخاص الذي قد يجافي في الصواب، الخبير بالأدب الذي راضه ومارسه، وتخصص في فهمه ودرس أساليب الأدباء ومنح القدرة على فهم أسرارهم والنفوذ إلى دخائلهم وإدراك مشاعرهم وسبر عواطفهم، بفهمه العميق وحسه المرهف وكثرة تجاربه الأدبية لذلك لابد أن يتمتع الناقد بعدة صفات منها: قدر وافر من المعرفة والثقافة والبصر الثاقب الذي يكون خير معين له على إصدار الحكم الصائب.
فالأدب ونقده ذوق وفن، قبل أن يكون معرفة وعلما وإن كانت المعرفة تعين صاحب الحس المرهف والذوق السليم والطبع الموهوب.

## النقد عند العرب
نستطيع أن نقسم حركة النقد الأدبي عند العرب إلى فترتين: الفترة الأولى وتمتد من العصر الجاهلي إلى بداية عصر النهضة في القرن التاسع عشر، الفترة الثانية وهي فترة النقد الحديث والذي يمتد إلى اليوم.
ولهذا التقسيم سبب واضح، ففي المرحلة الأولى (من العصر الجاهلي إلى مطلع العصر العباسي) لم يكن التدوين قد انتشر وكان الاعتماد على الرواية الشفوية أما المرحلة الثانية مرحلة التدوين (من العصر العباسي إلى العصر الحديث) فقد عرف التدوين الذي أسهم في تطوير كثير من العلوم والفنون.

## النقد في العصر الجاهلي
يمكن أن يطلق على النقد في العصر الجاهلي بأنه نقد بسيط إذ لم يتعدَ (النقد الانطباعي)، فهو لم يتجاوز التفسير والأخذ بمعايير المجتمع وهذا ما يتجلى في النقود التي وصلتنا من العصر الجاهلي وهذا ما دفع الناقد (محمد مندور) بأن يقصيه عن دائرة النقد المنهجي في كتابه النقد المنهجي عند العرب، إلا أن نقادا آخرين وجدوا أنه يمثل اللبنة الأولى لنشأة النقد العربي. وقد وُجدت بيئات مناسبة لنمو هذا النوع من النقود منها سوق عكاظ وذي المجازحيث يجتمع الشعراء لينشدوا أشعارهم ويتنافسوا فيما بينهم كما وردت من تحاكم حسان بن ثابت والخنساء عند النابغة الذبياني وما قام به أمرؤ القيس وعلقمة الفحل من احتكام عند أم جندب، وهذه الرواية وإن كانت ضعيفة فإنها تبيّن طبيعة النقد والمرتكزات الأساسية التي يستند إليها.
ويجد الدكتور محمد مندور أن النقد المنهجي عند العرب بدأ في القرن الثاني مع ابن سلام الجمحي في كتابه طبقات فحول الشعراء.

## النقد في صدر الإسلام
أما في صدر الإسلام فقد أخذ النقد وجهة أخرى وذلك لطبيعة النصوص الشعرية إذ انشغل المسلمون بالحروب المصيرية لبناء دعائم الإسلام وقد وردت روايات متعارضة في النهي عن قول الشعر، ومدحه لكنها ضعّفت لكونها كما يرى بعض المتخصصين (لا تنسجم وما ورد عن النبي من الدعاء للشعراء)، وبعد نزول الآية  (والشعراء يتبعهم الغاوون) نشأ جدل حول المفهوم الإسلامي للشعر ولابد من التمييز بين الآيات التي نفت الشعر عن الرسول لا تعني الحط من قيمة الشعر وتبقى سورة الشعراء هي مدار الجدل، ومادام النقد قائم على الشعر فلا بد وأن أثر الشعر بمفهومه الإسلامي على طبيعة النقد، وهذا ما ألقى بظلاله على التلقي وخير مثال ما ورد من قصيدة الحطيئة وهجائه لـالزبرقان بن بدرواحتكام الأخير للخليفة (عمر بن الخطاب) ومحاولته غض الطرف عن ما فيها من هجاء.

## النقد في العصر الاموي
استجدت على الدولة الإسلامية في هذا العهد متغيرات كثيرة منها :- اتساع رقعة الدولة وكثرة الحواضر مثل دمشق والبصرة ومكة والمدينة، لقد أصبحت هذه الحواضر مراكز حضارية وثقافية تجمع الأدباء، وتستقطبهم في قصور القادة والأمراء والقادة ممن تذوقوا الشعر والأدب فاستقبلوا الشعراء في قصورهم وأغدقوا عليهم.
كان العصر السابق ((الأموي)) عصر الجد في جمع التراث العربي أما العصر الذي نحن في صدد الحديث عنه فهو عصر تسجيل التراث وتدوينه في الكتب والمؤلفات لا سيما القرن الرابع .
وفي هذا العصر بلغت الحضارة العربية الإسلامية مجدها الذهبي إذ امتزجت الثقافة العربية بالثقافات الأخرى المنقولة عن أمم عريقة في العلم. وأساليب التفكير عند اليونان والهنود والفرس وكان لهذه الثقافات أثر في صقل ملكات العرب وإرهافها وتوجيهها نحو تعميق البحث وسرت هذه الروح إلى الأدب ونقده، فانفسح مجال النقد وتشعبت مباحثه وتنوعت اتجاهات النقاد واتسعت دائرة النقد في أوساط العلماء باتساع دائرة الثقافة وتدوين العلوم المختلفة وترجمة بعض الآثار الأجنبية وتنوعت مذاهب النقد وشمل كل ألوان الفن الأدبي ونفذ إلى كل جهاته ويمكن القول أن النقد في هذه المرحلة لم يعد خطرات وعبارات مقتضبة وأحكاما سطحية وتعرضا لقضايا جزئية، ولكنه أصبح نقدا منهجيا له أصوله ومبادئه دونت فيه المؤلفات وأصبح يهتم بالتحليل والتعليل.
والخلاصة أن القرن الثالث الهجري شهد جمع العلوم العربية والإسلامية وتدوينها كما رافق ذلك التأليف في النقد وتدوينه وشهد مشاركة النحاة واللغويين والعروضيين في النقد بسبب كثرة العلماء والمتخصصين في كل فئة وتوارى النقد الذاتي لهذا القرن وحل محله النقد المنهجي وذلك بسبب أبواب المعرفة والثقافة وكذلك سار النقد في القرن الرابع الهجري وما بعده على هذه الأصول التي وضعت في القرن الثالث الهجري.
والعمل الأدبي هو نتاج أديب سواء كان شاعرا أم كاتبا أم خطيبا أم قاصا وهذا النتاج الأدبي لا يكون إلا بعد معاناة الأديب وإحساسه بشيء حوله فيتأثر به ويتخذ موقفا اتجاه سلبا وإيجابيا.

## الأسلوب
الأسلوب هو طريقة التفكير ومذاهب التعبير أو الصورة الكلامية التي يتمثل فيها تفكير الأديب، وتفسيره، ولكن الأسلوب ليس مقصورا على الأديب، إذ للعالم أسلوبه. ويختلف الأسلوب بين الأديب والعالم وبين الأديب وأديب آخر، كما يختلف أسلوب الأديب الواحد بين وقت لآخر باختلاف الموضوع الذي يتناوله. 
```
وقبل أن يكتمل الأسلوب في صورته المكتوبة أو المنطوقة يكون في صورة ذهنية تمتلئ بها النفس وتطبع الذوق وأسلوب كل كاتب هو نتيجة لاعداد خاص، أسهمت في تكوينة الدراسة وقراءة الأدب الجميل والتأمل فيه والتدريب على الكتابة.
```

## عناصر الأسلوب
الأفكار: وهي مقاييس نقدية للحكم على عمل الكاتب والأديب.
العاطفة: هي الدافع المباشر إلى القول وروحه وهي عنصر يحدد موقف الكاتب تجاه ما يعرض.
الخيال: لغة العاطفة ووسيلة تصويرها من ناحية الأديب وبعثها في نفس القارئ.
الإيقاع: الصورة الطبيعية لانفعالات النفس وعواطفها.
اللغة:الصورة اللفظية وبيان ما تنقله الصورة من حقائق ومشاعر.
والعمل الأدبي هو صياغة هذه العناصر في وحدة متكاملة، للتعبير عما يريد الأديب أن يقوله والأسلوب ينقسم إلى:
الأسلوب الأدبي (الأسلوب التعبيري-الأسلوب التقريري)، الأسلوب العلمي.
والفرق بين الأسلوب العلمي والأدبي أن العاطفة تشكل في الأسلوب الأدبي الدعامة الأساسية له وتكون أهم من الحقائق والأفكار بينما تشكل المعرفة العقلية الأساس الأول في بناء الأسلوب العلمي.
أما الهدف الرئيسي من الأسلوب الأدبي إثارة الانفعال في نفوس القراء والسامعين بعرض الحقائق رائعة جميلة أما الأسلوب العلمي فيكون الهدف الرئيسي منه تقديم الحقائق قصد التعلم وخدمة المعرفة وإنارة العقول.
في الأسلوب الأدبي تمتاز العبارة بالانتقاء والتفخيم والوقوف على مواطن الجمال وفي الأسلوب العلمي تمتاز عبارته بالدقة والتحديد والاستقاء.
في الأسلوب الأدبي تكون الصور الخيالية والصنعة البديعية والكلمات الموسيقية مظهر الانفعال العميق وفي الأسلوب العلمي تكون المصطلحات العلمية والأرقام الحسابية والصفات الهندسية مظهر العقل المدقق.
في الأسلوب الادبي تكون العبارة جزلة قوية إذا عبرت عن عاطفة قوية حية، وفي الأسلوب العلمي تكون العبارة سهلة واضحة إذا عبرت عن عقل رزين واع.

## كتب نقدية مشهورة
- الثابت والمتحول (بحث في الإبداع والاتباع عند العرب)، أدونيس
- 6 نزهات في غابة السرد، أمبرتو إيكو
- تطور الرواية الحديثة، جيسي ماتز ترجمة لطفية الدليمي
- الرواية المعاصرة، روبرت إيغلستون ترجمة لطفية الدليمي
- لذَّة النص، رولان بارت
- في الأدب والكتابة والنقد، رولان بارت
- الأديب وصناعته، روي كاودن
- الأدب الإنجليزي، الحديث سلامة موسى
- فصول في الأدب والنقد طه حسين
- دراسات المستشرقين حول صحة الشعر الجاهلي، عبد الرحمن بدوي
- رحلة ضوء، عبد الرحمن منيف
- العين والإبرة (دراسة في ألف ليلة وليلة)، عبد الفتاح كيليطو
- الأدب والغرابة، عبد الفتاح كيليطو
- أتكلم جميع اللغات لكن بالعربية، عبد الفتاح كيليطو
- الأدب والارتياب،  عبد الفتاح كيليطو
- السردية العربية الحديثة، عبد الله إبراهيم
- فن الرواية، ميلان كونديرا
- في معرفة النَّص، 1983، يمنى العيد
- في تاريخ النقد وسؤال الثقافة العربية، 2017، يمنى العيد
- النقد الأدبي الواضح، محمد علي حمد الله، ط1/ 1971م، ط2/ 2009م.

## اقرأ أيضا
- مراجعة كبسولية
- تيار أدبي
- نقد أدبي (أديان)